# Germain Demay
Pour les articles homonymes, voir Demay.
Jean Germain Demay est un archiviste et  sigillographe français né à Aiguillon le 15 janvier 1819 et mort à Paris le 4 octobre 1886.

## Biographie
Bachelier à 16 ans (août 1834), il commença à Paris des études de médecine. C'est alors qu'il fit connaissance d'Antoine-Louis Barye, sculpteur animalier de renom. Il devint son élève vers 1839, puis l'un de ses auxiliaires, avec une compétence remarquée -entre autres- dans le domaine de l'anatomie. Il participa à plusieurs expositions entre 1844 et 1846, mais la révolution de 1848 l'obligea à interrompre sa lancée artistique et à retourner dans sa famille.
De retour à Paris vers 1852, il est embauché par François de Chabrier-Peloubet, son compatriote et ami, directeur général des Archives nationales, pour l'atelier de moulage des sceaux. Il contribua aussitôt à la collection de moulages ou empreintes de sceaux qu'avait commencé Auguste Lallemand en 1842.
Le 1er janvier 1858[réf. souhaitée] il devient sous-chef de la section historique. Il remplace son maître Louis Douët d'Arcq comme chef de cette section en février 1882 et devient membre du Comité des travaux historiques en 1883.

« On peut dire qu'il a été le créateur, le véritable, l'unique créateur de cette merveilleuse collection d'empreintes de sceaux, la plus complète qui existe, où sont réunis plus de quarante mille modèles différents. C'est par un travail incessant de trente-trois années qu'il est parvenu à former cette précieuse réunion de types d'où il a su tirer les éclaircissements les plus curieux et les plus imprévus sur l'histoire, les mœurs et les coutumes de nos ancêtres. Tous les inventaires sigillographiques publiés par les Archives nationales, même ceux auxquels il n'a pas mis son nom, sont l'œuvre de Germain Demay. »

— Guiffrey (cf. Bibliographie) p. 25.

## Publications

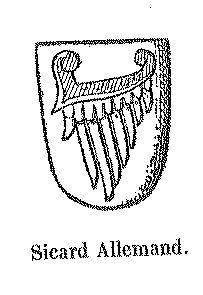
Exemple d'écu à pointe arrondie : l'écu de Sicard Allemand, (1248)

- Le Blason d'après les sceaux du Moyen Âge, Nogent-le-Rotrou, 1877, 52 p.

Note : Extrait du Bulletin de la Société nationale des Antiquaires de France, T. XXXVII
- en collab. avec Léopold Delisle, au nom de la Bibliothèque nationale (France), Département des manuscrits : Les collections de Bastard d'Estang à la bibliothèque nationale, Nogent-le-Rotrou, 1885, 336 p.
- Le Costume au Moyen Âge d'après les sceaux; avec une introduction, de nouveaux compléments illustrés et une table onomastique par Jean-Bernard de Vaivre, Berger-Levrault, Paris, 1978, 496 p.  (ISBN 978-2-7013-0206-5)

Note : Fac-sim. de l'éd. de Paris, D. Dumoulin, 1880.
- Le Costume de guerre et d'apparat d'après les sceaux du Moyen Âge, J.B. Dumoulin, Paris, 1875, 56 p.

Note : Extrait des Mémoires de la Société nationale des Antiquaires de France, T. XXXV.
- Description des sceaux du traité de la ville de Cologne et de ses métiers (14 septembre 1396) [Charte], Nogent-le-Rotrou, s.d., 8 p.

Note : Extrait du Bulletin de la Société nationale des Antiquaires de France
- Etudes sigillographiques / Le type naval, Paris, [1877], 7 p.

Note : Extrait de la Revue archéologique, tome XXXIV, 1877, p. 281-288. Ces études forment un chapitre du Costume (...) d'après les sceaux.
- Inventaire des sceaux de la collection Clairambault à la Bibliothèque nationale, Impr. nationale, Coll. « documents inédits sur l'histoire de France » 3e série no 100, Paris, 1885-1886, 2 vol. 700 p. & 667 p.
- Inventaire des sceaux de l'Artois et de la Picardie / recueillis dans les dépôts d'archives musées et collections particulières des départements du Pas-de-Calais, de l'Oise, de la Somme et de l'Aisne / avec un catalogue de pierres gravées ayant servi à sceller et vingt-quatre planches photoglyptiques, Paris, Imprimerie nationale, 1877, 393 p.
- Inventaire des sceaux de la Flandre : recueillis dans les dépôts d'archives, musées et collections particulières du Département du Nord, Paris, Imprimerie nationale, 1873, 2 vol. 527 p.& 499 p.
- Inventaire des sceaux de la Normandie / recueillis dans les dépôts d'archives, musées et collections particulières des départements de la Seine Inférieure, du Calvados, de l'Eure, de la Manche et de l'Orne / avec une introduction sur la paléographie des sceaux, Paris, Imprimerie nationale, 1881 ou 1891 (à vérifier[3]), 434 p.

Note : La préface de ce volume a été tirée à part à 100 ex. sous le titre : Paléographie des sceaux. Voir plus bas.
- Inventaire des sceaux de la Picardie / recueillis dans les dépôts d'archives, musées et collections particulières des départements de la Somme, de l'Oise et de l'Aisne, Paris, Imprimerie nationale, 1875, 215 p.
- Note sur les sceaux d'un traité d'alliance entre la ville de Cologne et ses métiers, 14 septembre 1396, Nogent-le-Rotrou, s.d., 8 p[4].
- La paléographie des sceaux, Imprimerie nationale, Paris, 1881, 73 p.

Note : Préface de : Inventaire des sceaux de la Normandie. Voir plus haut.
- De la peinture à l'huile en France, au commencement du XIVe siècle..., Paris, 1876, 11 p.

Note : Extrait de Mémoires de la Société nationale des Antiquaires de France, T. 36
- Des Pierres gravées employées dans les sceaux du Moyen Âge, Paris, Imprimerie nationale, 1877, 68 p.
- Les Sceaux du Moyen Âge, études sur la collection des Archives nationales, Paris, 1873-1877.

Note : Extraits de la Gazette des beaux-arts, 1875-1877. Ces études ont été le point de départ du Costume au Moyen Âge d'après les sceaux
- « Quelques artistes et artisans picards et artésiens (1312 - 1486) », dans les Nouvelles archives de l'art français, Tome VI, 1878, p. 223-233.